# ادنستدت
ادنستدت (به آلمانی: Adenstedt) یک شهر در آلمان است.

## خصوصیات
ادنستدت ۱۸٫۶۷ کیلومترمربع مساحت دارد ۱۸۴ متر بالاتر از سطح دریا واقع شده‌است.